# 波音7型
波音7型，又名波音BB-1，是美国波音公司在20世纪20年代制造的一种双翼飞行船飞机。
飞行员和两名乘客都坐在驾驶舱内，乘客就在飞行员的后面。

## 技术参数
参考资料：Bowers
基本信息
- 机组：1名飞行员
- 容量：2名乘客
- 長度：27英尺8英寸（8.43）
- 翼展：45英尺6英寸（13.87）
- 高度：11英尺8英寸（3.56）
- 机翼面积：403平方英尺（37.4平方）
- 空重：2,028英磅（920）
- 总重：2,699英磅（1,224）
- 发动机：1台Hall-Scott L-4，130匹馬力（97千瓦特）

性能
- 最大速度：84英里每小時（135每小時；73節）
- 巡航速度：75英里每小時（121每小時；65節）
- 航程：500英里（434海里；805）
- 升限：10,000英尺（3,000）